# Alain der Rote

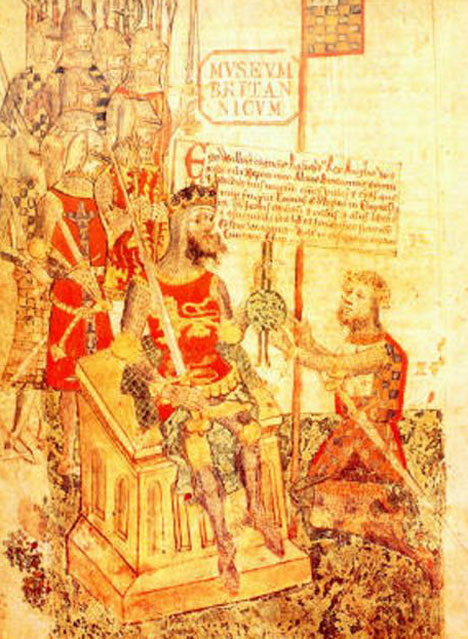
Alain der Rote huldigt König Wilhelm dem Eroberer. Späte Darstellung aus dem Registrum honoris de Richmond, 15. Jahrhundert.

Alain der Rote (lat.: Alanus Rufus, franz.: Alain le Roux, eng: Alan the Red oder Alan Rufus; † unsicher: August 1093) war ein bretonischer Adliger. Während der normannischen Eroberung Englands gehörte er zu den wichtigsten Unterstützern von Wilhelm dem Eroberer. Durch die Gunst des Königs wurde er zu einem der reichsten Magnaten Englands.

## Herkunft
Alain war das zweite von mindestens sieben Kindern von Graf Odo von Penthièvre und von dessen Frau Orguen (auch Agnes) von Cornouaille. Sein Vater war ein jüngerer Sohn von Herzog Gottfried I. von Bretagne. Nach dem Tod seines älteren Bruders Herzog Alain III. war sein Vater von 1040 bis 1047 Regent der Bretagne. In mittelalterlichen Überlieferungen wurde er häufig mit seinem Cousin, Herzog Alain Fergant verwechselt. Die Mutter von Alains Vater war eine Tante von Herzog Wilhelm II. von der Normandie. Alains Mutter stammte aus dem Anjou. Seinen Beinamen Rufus (der Rote) erhielt Alan zur Unterscheidung von seinem jüngeren Bruder Alan Niger (der Schwarze). Durch den Status ihres Vaters durften er und seine Brüder sich ehrenhalber als Graf (Comes) bezeichnen.

## Teilnahme an der Eroberung Englands
Zusammen mit seinem Vater und einigen seiner Brüder wird er erstmals um 1050 in einer Urkunde aus dem Anjou erwähnt. Vermutlich trat er bereits vor 1066 in den Dienst seines Großcousins Wilhelm II. von der Normandie. Während der Eroberung von England und der Schlacht von Hastings wurde Wilhelm II. auch von bretonischen Truppen unterstützt, zu denen wohl auch Alain und sein Bruder Brien gehörten. Der Dichter Wace bezeichnete Alain im 12. Jahrhundert in seinem Roman de Rou als Anführer des bretonischen Kontingents der Invasionsstreitmacht. Nachdem Alains Bruder Brien nach 1069 scheinbar in die Bretagne zurückgekehrt war, war Alain der Rote zweifellos der ranghöchste Bretone in England. Von Herzog Wilhelm, der als Wilhelm I. englischer König geworden war, erhielt er vermutlich Ländereien in Cambridgeshire.

## Aufstieg zum reichen Magnaten
Nach dem gescheiterten Aufstand der Grafen 1075 erhielt er Ländereien des Rebellen Ralph de Gaël in East Anglia. Weitere Besitzungen hatte er in Suffolk und Norfolk erworben. Zusammen mit seinen beiden Gefolgsmännern Aubrey de Vere und Harduin de Scales wird Alan als wichtiger Grundbesitzer im Inquisitio comitatus Cantabrigiensis und im Inquisitio Eliensis erwähnt, zwei Vorläufern des Domesday Book. Nach The Harrying of the North erhielt er 1070 den Kern der Honour of Richmond, zu der vor allem Besitzungen in Yorkshire und Lincolnshire gehörten. Teile der Honour erstreckten sich bis nach Northampton und London. Als Zentrum seiner Besitzungen errichtete er Richmond Castle.
Als enger Gefolgsmann und Vertrauter von Wilhelm dem Eroberer nahm er auch an dessen Feldzügen in die Normandie und in das Maine teil und bezeugte zahlreiche Urkunden. Da er sowohl dem Eroberer wie auch dessen Sohn und Nachfolger Wilhelm II. Rufus loyal diente, war er unauffälliger als zahlreiche andere Magnaten, die zeitweise gegen die Könige rebellierten. Während der Revolte von 1087 bis 1088 gehörte er zu den wichtigsten Unterstützern von Wilhelm Rufus. Auch beim Vorgehen gegen die Revolte von William of St Calais, dem Bischof von Durham spielte er eine wichtige Rolle. Vor 1086 gab Alan Teile seiner Besitzungen an etwa 40 Vasallen weiter, von denen bis auf zwei alle Bretonen waren. Unter ihnen befanden sich Alains uneheliche Halbbrüder Ribald, Bodin und Bardulf, auch ihre Amme Orwen wird genannt. Aus seinen Besitzungen hatte er jährliche Einkünfte von über £ 1100. Alain gehörte nun zu den reichsten und mächtigsten Adligen Englands. Im Domesday Book von 1086 wird er als Besitzer von 440 Gütern in insgesamt elf Grafschaften genannt.

## Tod und Erbe
Alain der Rote starb 1093, vielleicht im August. Sein Erbe wurde sein jüngerer Bruder Alan Niger, der wohl erst nach seinem Tod nach England kam. Nach dessen Tod 1098 erbte Stephan I. von Penthièvre, ein weiterer Bruder, die Besitzungen in England, der bereits die Güter ihres Vaters in der Bretagne geerbt hatte. Dessen Sohn Alain de Bretagne wurde der erste Earl of Richmond.
Die Todesdaten von Alain der Rote und Alan Niger führten zu zahlreichen Verwechslungen, sind aber durch einen Brief von Erzbischof Anselm von Canterbury und durch Dokumente aus St Mary’s Abbey in York belegt. Dem Brief von Anselm nach hatten sowohl Alain der Rote wie auch Alain Niger ein Verhältnis zu Gunhild, einer Tochter des früheren angelsächsischen Königs Harald II. Anselm bezeichnete sie als Nonne, doch ihr Status ist unklar, da sie offensichtlich freiwillig mit den beiden Bretonen eine Beziehung eingegangen war und sie möglicherweise sogar geheiratet hat. Andererseits gibt es weder für Alain den Roten noch für Alan Niger einen Nachweis einer Ehe. Alain war der Stifter der Abtei St Mary’s in York, die er anstelle einer älteren, dem heiligen Olav geweihten Kirche (St. Olave’s Church) gründete. Dazu gründete er Swavesey Priory in Cambridgeshire, das eine Tochtergründung des Klosters Saint-Serge in Angers war. Daneben bedachte er St Edmunds Abbey in Suffolk mit Schenkungen. In St Edmunds wurde er auch zunächst beigesetzt. Später wurden seine Gebeine auf Veranlassung der Mönche von St Mary’s nach York überführt.

## Der reichste Brite aller Zeiten
Alain der Rote soll bei seinem Tod ein Vermögen von 11.000 Pfund besessen haben, was etwa 7 % vom Nettoeinkommen des damaligen Englands entsprach. Im Jahr 2007 habe dies inflationsbedingt einen Wert von 81 Milliarden Pfund beziehungsweise 103 Milliarden Euro entsprochen, womit er damit bis heute die reichste Person wäre, die je in Britannien gelebt hat, oder noch lebt. Auf der Forbes-Liste der reichsten historischen Persönlichkeiten nimmt er damit seit dem Jahr 2008 mit 166,9 Milliarden US-Dollar den neunten Platz noch vor Persönlichkeiten wie Amenhotep III., Bill Gates oder Howard Hughes ein.